# Jan Włodzimierz Malik
Jan Włodzimierz Malik (ur. 17 marca1945 w Krakowie, zm. 6 marca 2022 tamże) – muzyk (skrzypek, związany zawodowo z Operą Krakowską), kompozytor, rysownik, fotograf, rzeźbiarz, szopkarz, przewodnik górski. 
Jego rzeźby nawiązują do stylu tradycyjnej rzeźby ludowej; były wystawiane m.in. w Muzeum Okręgowym w Bielsku-Białej, w Zwierzynieckim Salonie Artystycznym i w Instytucie Polskim w Paryżu.
Jan Malik urodził się na krakowskim Zwierzyńcu. Jego ojcem był słynny krakowski szopkarz Włodzimierz Malik, a dziadkiem Walenty Malik – jeden z pierwszych twórców szopek krakowskich. Jan Malik zawodowo był związany z Operą Krakowską jako skrzypek. W dziedzinie sztuk plastycznych tworzył rzeźby w drewnie, przede wszystkim tzw. „świątki”, specjalizował się w wyobrażeniach Matki Boskiej. Wykonywał także rysunki oraz fotografie.
Pochowany na cmentarzu Salwatorskim w Krakowie.